# Плохие парни всегда умирают
«Плохие парни всегда умирают» (кит. трад. 坏蛋必须死) — корейско-китайский боевик, с элементами чёрной комедии и детектива. Премьера состоялась 27 ноября 2015 года.

## Сюжет
Цянцзы (Чэнь Бо Линь), молодой учитель китайского языка из Пусана, со своим младшим братом Па-па (Ян Сюй Вэнь) и двумя школьными друзьями Саньэр (Цяо Чжэнь Юй) и Датоу (Дин Вэнь Бо) собирается провести отпуск на острове Чеджу. 
Наслаждаясь красивыми видами из окна арендованной машины, мужская компания едет навстречу приключениям, пока им на шоссе не встречается машина, попавшая в ДТП, а внутри девушка без сознания (Сон Е Чжин). 
Помогая бесчувственной прекрасной незнакомке, они самолично берутся доставить её в больницу. Теперь планам благородной четвёрки отдохнуть в ночных клубах со спиртным и горячими корейскими девушками не суждено сбыться, так как с этого момента они попадают в одну передрягу за другой. 

## Роли исполняли
- Сон Е Чжин — Ли Чжи Ён
- Чэнь Бо Линь — Цянцзы, учитель китайского
- Пак Чхоль Мин — священник
- Цяо Чжэнь Юй — Саньэр, друг Цянцзы
- Дин Вэнь Бо — Датоу, друг Цянцзы
- Ян Сюй Вэнь — Па-па, младший брат Цянцзы
- Син Хён Чжун — киллер
- Чан Гван — старик-полицейский
- Ви Ха Чжун — Ча Мён Хо, киллер-новичок
- Ким Юн Хи — Ким Сун Хи

## Перевод
Перевод и озвучивание на русский язык существует только в виде двухголосного любительского или в виде субтитров. 
1. двухголосый закадровый перевод: Ворон и Элейн. Релиз подготовлен группой GREEN TEA.

1. субтитры: фансаб-группы Альянс.